# Kōichi Tanaka
Kōichi Tanaka (jap. 田中 耕一 Tanaka Kōichi; ur. 3 sierpnia 1959 w Toyamie) – japoński chemik, laureat Nagrody Nobla w dziedzinie chemii w 2002.

## Życiorys
Urodził się 3 sierpnia 1959, miesiąc później zmarła jego matka. Jego ojciec miał kłopoty zdrowotne, toteż opiekę nad młodym Kōichi przejęli ciotka i wuj, zajmujący się sprzedażą i naprawą narzędzi stolarskich. O tym, że nie są oni jego biologicznymi rodzicami, poinformowali go gdy skończył osiemnaście lat.
W 1983 ukończył studia na Uniwersytecie Tohoku w Sendai, po czym został zatrudniony na stanowisku inżyniera w korporacji Shimadzu w Kioto. Pracował tam w utworzonym w 1980 roku Centralnym Laboratorium Badawczym, prowadzącym między innymi prace nad ulepszeniem produkowanych przez Shimadzu spektrometrów masowych. Kōichi Tanaka szukał substancji, która częściowo pochłaniałaby energię promieniowania laserowego, używanego do jonizacji składników badanej próbki, tak, aby nie ulegały one zniszczeniu. Podczas eksperymentu prowadzonego w lutym 1985, zamiast proszku kobaltowego (Ultra Fine Metal Powder) użył pomyłkowo proszku zmieszanego z gliceryną. Kontynuował eksperyment licząc, że uda mu się odparować glicerynę, jednak zorientował się, że w tych warunkach jest w stanie doprowadzić do jonizacji molekuł o znacznych rozmiarach bez ich destrukcji. 
W 2002 otrzymał Nagrodę Nobla w dziedzinie chemii za opracowanie nowej techniki jonizacji – desorpcji laserowej z udziałem matrycy (MALDI), która po połączeniu z detektorem mierzącym czas przelotu jonów (TOF) umożliwia bezpośrednie mierzenie mas cząsteczkowych polimerów w spektrometrach mas. Wraz z nim nagrodę otrzymali Szwajcar Kurt Wüthrich i Amerykanin John Fenn.
Został odznaczony m.in. japońskim Orderem Kultury.